# 岡南元町駅
岡南元町駅（こうなんもとまちえき）は、かつて岡山県岡山市（現・南区）に存在した岡山臨港鉄道の駅（廃駅）である。岡山臨港鉄道線の廃止により、1984年（昭和59年）12月30日に廃駅となった。

## 歴史
1968年（昭和43年）10月1日に開業した。南岡山駅から大元駅方面280 ｍに位置する。この駅は、南岡山駅を貨物専業駅とし、旅客・小荷物取扱業務を当駅に分離するために新設された。岡山港駅方面に向かって右側にホームと駅舎があった。1973年（昭和47年）1月1日に当駅から岡山港駅間の旅客営業が廃止され、全旅客列車が当駅始終点となった。当駅を終着・始発駅とする旅客列車は、閉塞取り扱いのため南岡山駅まで回送された。
廃止後は駅舎は解体撤去され、跡地は歯科医院となっている。なお、廃止時点に駅南側にあった喫茶店は2022年（令和4年）現在も営業中である。

## 駅構造
1面1線のホームを有する棒線駅であった。

## 利用状況
1984年度の統計によると、1日あたりの平均乗降客数は、153人であり、うち定期客が117人であった。

## 隣の駅
岡山臨港鉄道
岡山臨港鉄道線
並木町駅 - 岡南元町駅 - 南岡山駅